# 田中訥言

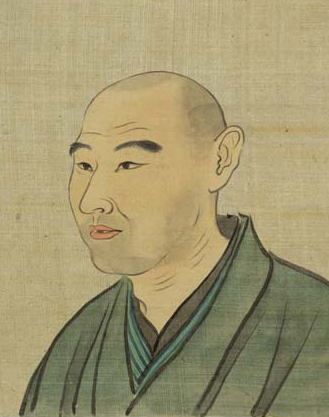
田中訥言肖像 『近世名家肖像』

田中 訥言（たなか とつげん、明和4年（1767年） - 文政6年3月21日（1823年5月1日））は、江戸時代後期の絵師。名は敏、字は虎頭。別号は痴翁、得中、過不及子、晦存、求明など。復古大和絵の祖として知られる。門下に浮田一蕙・渡辺清らがいる。

## 略伝
尾張国名古屋の出身（『鑑定便覧』）。幼少時、日蓮宗の寺に入門し、のちに比叡山延暦寺で天台宗を修める。画を狩野派の石田幽汀に学び、幽汀死後は還俗して土佐派の土佐光貞の門に入る。土佐派内部での訥言の評価は高かったらしく、天明8年（1788年）に22歳で早くも法橋位を得る。寛政2年（1790年）寛政度内裏障壁画の制作に、光貞、狩野典信、岸駒等と共に参加し、杉戸絵を描く。文化3年（1806年）光貞が没した後も土佐派に留まり、光貞の遺児土佐光孚を支えて活躍した。文化14年（1817年）には尾張藩奥医師林良益の尽力で二百幅画会を開催する。これは、単に生活のためだけでなく、眼病の治療のための上洛費用と医療費を捻出するためと考えられる。
有職故実に精通し、当時の土佐派の形式的画風よりも平安時代の大和絵への復古を目指し、『伴大納言絵詞』や『佐竹本三十六歌仙絵巻』を始めとする古絵巻を熱心に模写、のちに復古大和絵の祖として知られるようになった。文政6年（1823年）、視力を失ったため舌を噛んで命を絶ったと伝えられ、別号の晦存・求明は眼病を暗示する号と言われる。享年57。戒名は安祥院訥言居士。墓所は京都市東山区の日體寺。
現在確認される作品数は300点以上、有年紀作品は少ないものの落款の「訥」字の旁である「内」の一画目・二画目の変遷からおおよその画風展開を知ることが出来る。
門人に浮田一蕙、渡辺清、土佐光孚。また、弟子ではないが冷泉為恭も訥言に私淑していたという。彼らの作品には、訥言に倣ったと思われるものが複数残っており、訥言の影響力の大きさを見ることが出来る。

## 代表作
| 作品名                             | 技法         | 形状・員数   | 所蔵者                                                           | 制作年                                  | 落款・印章                                                     | 備考 |
| ---------------------------------- | ------------ | ------------ | ---------------------------------------------------------------- | --------------------------------------- | -------------------------------------------------------------- | --- |
| 中井延清像                         | 絹本著色     | 1幅          | 京都府立総合資料館蔵（京都文化博物館管理、吉川観方コレクション） | 1798年（寛政10年）                      | 落款「応男紹清需写 訥言」/「訥言」白文方印                     | 中井延清なる武士の詳細は不明。延清の甥・俊顕なる人物の賛あり。                                                      |
| 女和歌三神図                       | 絹本著色     | 3幅対        | 奈良県立美術館（吉川観方コレクション）                           | 文化初年頃                              | 落款「訥言」/「晦存之印」白文方印・「訥言」白文方印            | 衣通姫、紫式部、小野小町を組み合わせた3幅対。「晦存之印」の使用から、既にこの頃から眼病を患っていたとも考えられる。 |
| 養老勅使図                         | 絹本著色     | 1幅          | 出光美術館                                                       | 寛政後半から文化5年頃                   | 落款「法橋訥言」                                               | 重要美術品。「法橋訥言」という署名はこの頃のみの特徴。                                                              |
| 若竹鶺鴒図屏風                     | 紙本銀地着色 | 二曲一隻     | 名古屋市美術館                                                   | 1812年-13年（文化9-10年）頃             |                                                                | 同時期に同じ画題の六曲一双（個人蔵）も手掛けている。                                                                |
| 郭公の図・蝦蟇の図・襖絵夕影山の図 | 紙本墨画     | 襖絵4面・2幅 | 甚目寺塔頭釈迦院                                                 | 1812年（文化9年）秋                     | 落款「文化壬申秋日 訥言製」/「癡翁」白文方印・「訥言」白文方印 | 愛知県指定文化財 |
| 古今著聞集図屏風                   | 紙本金地著色 | 六曲一双     | 徳川美術館                                                       | 1813年（文化10年）                      |                                                                | 重要美術品 |
| 百花百草図屏風」                   | 紙本金地著色 | 六曲一双     | 徳川美術館                                                       | 文化13年（1816年）から文政2年（1819年） |                                                                | 重要文化財 |
| 雨中蓮鷺図                         | 絹本著色     | 1幅          | 個人蔵                                                           | 1817-20年（文化14年から文政3年）        |                                                                | 重要美術品 |
| 日月図屏風                         | 紙本金地著色 | 六曲一双     | 名古屋市博物館                                                   | 1821-23年（文政4-6年）                  | 落款「訥言」/「癡翁」白文方印・「訥言陳人」白文方印            | |
| 片桐石州像                         | 絹本著色     | 1幅          | 當麻寺中之坊                                                     | 1822年（文政5年）                       |                                                                | 石州自刻の肖像彫刻（現在慈光院安置）を写した肖像。大徳寺第418世住持・宙宝宗宇の賛あり。                             |
| 加藤清正画像                       | 著色         | 1幅          | 名古屋市博物館                                                   |                                         | 款記「訥言」                                                   | |
| 異形賀茂祭図巻                     | 紙本著色     | 1巻          | 出光美術館                                                       | 19世紀前半                              |                                                                | |
| 小松曳図                           | 絹本著色     | 1幅          | 個人                                                             |                                         | 款記「訥言製」                                                 | 山形県指定文化財 |